# Autoridad Portuaria de la República Dominicana
La Autoridad Portuaria Dominicana (APORDOM) es un ente público descentralizado que ejerce la rectoría de los puertos de la República Dominicana. 
Creada mediante Ley Núm. 70 del 17 de diciembre de 1970, con la misión de controlar y administrar con sentido comercial los puertos marítimos de la República Dominicana, es una institución de servicios vinculada a la cadena logística y de transporte de la República Dominicana.

## Historia
Antes de los primeros años de la década de 1970, el país no contaba con un organismo rector de las actividades comerciales de los puertos locales, como era la norma en otros países de América Latina. Es con la presentación de un proyecto del Banco Interamericano de Desarrollo (BID) que el tema empieza a considerarse, de manera más formal, en los estamentos del gobierno.
El desarrollo del comercio marítimo local dependía, y exigía ya, operar conforme a políticas económicas internacionalmente aceptadas, y para eso se debía contar con un organismo capaz de velar por ello.
El 17 de diciembre de 1970, fue aprobada la Ley 70-70, que creó la Autoridad Portuaria Dominicana. Es a partir de aquí que esta institución fue definida como un organismo autónomo y descentralizado del Estado Dominicano, “con el objetivo de dirigir y administrar los puertos marítimos del país e incrementar el comercio internacional en el país”.
Con la Ley Número 169-75, del 19 de mayo de 1995, se varía la conformación del Consejo de Administración, según lo establecía la Ley 70. Dentro de los antecedentes de la institución cabe citar el Reglamento Número 1673, sobre la prestación de servicios de Autoridad Portuaria Dominicana, el cual fue modificado posteriormente en los años 1999, 2002 y el 2005; por los decretos 572-99, 519-02 y 612-05, respectivamente.

## Organización y Gobierno de la Institución
El Consejo de Administración es el órganismo superior de la Autoridad Portuaria Dominicana de la República Dominicana con la atribución de resolver sobre los negocios más importantes de la misma y facultado para dictar todo lo concerniente a su organización interna, conocer y aprobar el presupuesto anual, nombrar y remover los funcionarios de la misma a solicitud del Director Ejecutivo, otorgar concesiones de uso y explotaciones portuarias, entre otras
Las decisiones del Consejo de Administración de la Autoridad Portuaria Dominicana se toman por mayoría de votos de los representantes en la sesión y está integrado por su Presidente el cual es designado por el presidente de la República Dominicana, tres miembros en calidad de representantes del estado designados de igual forma y tres representantes del sector privado vinculado, distribuidos de la siguiente manera: un representante de la Asociación de Navieros de la República Dominicana, un representante de la Asociación de Industrias de la República Dominicana y un representante de la Cámara de Comercio y Producción de Santo Domingo.  
El Director Ejecutivo de la Autoridad Portuaria Dominicana forma parte del consejo con voz pero sin voto y es el ejecutor de las decisiones tomadas por el Consejo.